# Padang Bano (plaats)
Padang Bano is volgens de volkstelling van 2010 een bestuurslaag in het regentschap Lebong van de provincie Bengkulu, Indonesië. Padang Bano telde in dat jaar 1687 inwoners.
Na verdere uitwerking van een wet uit 2003 ontstond er na de volkstelling van 2010 een betwist gebied tussen Padang Bano (regentschap Lebong) en Rena Jaya (regentschap Bengkulu Utara).
De Bengkulu Ekspress meldde op 27 mei 2021 dat de regent van Lebong persoonlijk naar het ministerie van Binnenlandse Zaken was gegaan om de ongewenst uitwerking van de wet van 2015 te laten herstellen.